# Улица Гагарина (Казань)
Улица Гагарина (бывш. 11-я Союзная) — двухполосная асфальтированная улица, расположенная в Ново-Савиновском и Московском районах города Казани.

## Расположение
Улица Гагарина пролегает с востока на запад от поселка Дружба (пересечение с улицей Силикатная) до пересечения с улицей Васильченко.
Улица Гагарина пересекает магистральные улицы Короленко, Ибрагимова и Декабристов, а также улицы Ярослава Гашека, Октябрьская, посёлок Воровского, Тунакова, Анвара Каримова, Профессора Мухамедьярова, Восход, 10-я Союзная, Хасана Туфана, Исаева.

## История
Возникла не позднее 1920-х годов как безымянная улица на территории Удельной стройки; в конце 1920-х годов переименована в 11-ю Союзную улицу. Решением исполкома Казгорсовета № 281 от 15 апреля 1961 года переименована в улицу Гагарина.
После вхождения Удельной стройки в состав Казани улица стала частью слободы Восстания, административно относившейся к 6-й части города; после введения в городе районного деления относилась к Заречному (позже — Пролетарскому, до 1934), Ленинскому (1934–1973), Ленинскому и Московскому районам (1973–1994), Ново-Савиновскому и Московскому районам (с 1994 года).

## Объекты, расположенные на улице
- № 2/91, 2а, 4, 34, 36/40, 89/55, 91/164, 111, 113, 115 — жилые дома моторостроительного завода.[14][15][16]
- № 4а, 73а — жилые дома треста «Гидроспецстрой»[тат.].[17][18]
- № 6, 24, 61, 77, 79, 81, 83/18, 85, 87/68 — жилые дома стройтреста № 1[тат.].[19][20][21][22]
- № 8а — жилой дом ТЭЦ-2.[23]
- №№ 10, 12а, 26б/193, 28, 28а, 28б, 93/191, 99, 103, 105, 107 — жилые дома авиазавода.[14][24][23][25]
- № 10а, 12б — жилые дома завода «Радиоприбор».[14]
- № 37, 39, 39а, 43, 47 — жилые дома завода радиокомпонентов.[14][26]
- № 41, 45 — жилые дома моторопроектного бюро.[27]
- № 48 — жилой дом управления «Татметчерсанбсбыт».[28]
- № 49 — жилой дом  предприятия п/я 735 (КМПО).[29]
- № 51 — жилой дом предприятия п/я 296.[30]
- № 54 —  родильный дом № 4.
- № 55 — кооперативный дом.
- № 56 — стадион «Тасма».
- № 65а — детский сад № 292 «Ромашка» (бывший ведомственный силикатного завода).[31]
- №№ 73, 75 — жилые дома треста «Гидроспецстрой».[17]
- № 77 — жилой дом стройтреста № 1.[23]
- № 109 — жилой дом треста «Казаньхимстрой».[32]
- № 121 — городская больница № 16.
- пересечение улиц Гагарина, Хасана Туфана и Академика Королёва — Парк Урицкого с Центром культуры и спорта «Московский».

## Транспорт
На участке между пересечениями с улицами Декабристов и Короленко ходят автобусы 28 и 43. На других отрезках общественного транспорта нет.

## Известные жители
В разные годы на улице проживали Минтимер Шаймиев (дом № 14), Василий Сталин (№ 105, кв. 82), Герои Социалистического Труда Фёдор Аристов (№ 28а) и Михаил Карпов (№ 77), писатель Мунир Мазунов (№ 14), профессор КАИ Владимир Бердников, писатель Самат Шакиров (оба в доме № 105), главный редактор журнала «Чаян» Альберт Яхин (№ 26) и первый секретарь Ленинского райкома КПСС Георгий Карунин.